# Лозинський Михайло Васильович
Михайло Васильович Лозинський (4 квітня 1939, Кобильниця Руська, Польська Республіка — 20 травня 2000, Львів, Україна) — український художник, скульптор, педагог. Член спілки художників України, доцент кафедри рисунку Львівської національної академії мистецтв.

## Біографія
Народився 4 квітня 1939 року у селі Кобильниця Руська (нині — Любачівський повіт, Польща). Працював на виробництві.
У 1966 році закінчив Львівський інститут декоративного і прикладного мистецтва (вчитель — Валентин Борисенко), після чого працював викладачем рисунку там же. Був викладачем у багатьох відомих живописеців, серед яких були Іван Гап'як, Олексій Фіголь, Володимир Магінський, Оксана Риботоцька та Микола Грималюк.
З 1968 року бере участь у мистецьких виставках, а з 1971 року є членом спілки художників України.
Із здобуттям Україною незалежності у 1991 році, стає доцентом кафедри рисунку Львівської національної академії мистецтв.
Оформив інтер'єри громадських установ у Львові (бар «Під вежею», низка аптек, екстер'єр «Колиба»), став автором скульптурних композицій в містах Західної України, учасником багатьох художніх виставок.
Помер 20 травня 2000 року у Львові.

### Скульптура
- Пам'ятник Григорію Смольському на Личаківському цвинтарі (співавтор Еммануїл Мисько)[5];
- Пам'ятники Тарасу Шевченку (1990: села Нараїв й Борщів, 1994: селище Богородчани, 1996: село Фрага)[6];
- Пам'ятник Івану Франку (1989: Природознавчий музей Івано-Франківська);
- Пам'ятник воїнам-афганцям (1990: місто Галич);
- Пам'ятник Христу Спасителю (1996: село Керниця);
- Погруддя Романа Шухевича (1993: Львівський історичний музей);
- Квіти матері (1977, шамот, 100×50)[7];
- «1917 рік», медаль (1977, бронза)[8];
- «Зникають межі», рельєф (1979, бронза, 30×30[9];
- «На газовій магістралі», рельєф (1979, бронза, 40×40[9];
- «На карпатських полонинах», рельєф (1979, бронза, 35×30[9];
- «Студентка» (1979, тонований гіпс, 120×40×40[9];
- Декоративні композиції при в'їзді до села Світлого у Молдові (не пізніше 1980, кована мідь, співавтор скульптор О. Пилєв, архітектор О. Смуріков)[10];
- «Молоді мрійники» (1980, бронза, 65×32)[11];
- Співець Карпат (1982, тонований гіпс, 65×52×23)[12];
- Дороги С. А. Ковпака в Карпатах (1985, тонований гіпс, 72×50×43)[13];
- «Я бачив дивний сон» (1986, гіпс, 115×64×37)[14];
- «Бандурист», рельєф (кована мідь, дерево)[15];
- «Голова гуцула», рельєф (кована мідь)[16];
- «Дівчина з голубом», рельєф (кована мідь, дерево)[17];
- «Козак Мамай», рельєф (кована мідь)[18];
- «Молодиця», рельєф (кована мідь, дерево)[19];
- «Мрія», рельєф (кована мідь, дерево)[20];
- «На полонині», рельєф (кована мідь, дерево)[21];
- «Олень», рельєф (кована мідь)[22];
- «Рік 1918», рельєф (кована мідь)[23];
- «Сич», рельєф (кована мідь, дерево)[24];
- «Юність», рельєф (кована мідь, дерево)[25].

### Графіка
- «До світла» (1969, лінорит, 27×26)[26];
- «Щедра земля» (1969, лінорит, 22×27)[26];
- «Дівчина з книжкою» (1970, лінорит, 20×25)[26];
- «Карпатські вогні» (1970, лінорит, 21×30)[26];
- «Материнство» (1990-ті, лінорит).

## Публікації
- Лозинський М. В. Металеві вироби в архітектурі м. Львова // Високе призначення радянського мистецтва: збірник матеріалів / МВССО УРСР, Львівський державний інститут прикладного та декоративного мистецтва. Редактор В. Борисенко. — Львів : Вища школа, 1975. — С. 147—151.
- Лозинський М. В. Художній метал в архітектурі Львова // Жовтень. — 1975. — № 7. — С. 159—160.